# Primera División de Uruguay 1916
Campeonato Uruguayo de Fútbol 1916 var den 16:e säsongen av Uruguays högstaliga i fotboll. Ligan spelades som ett seriespel där samtliga nio lag mötte varandra vid två tillfällen. Totalt spelades 72 matcher med 153 gjorda mål.
Nacional vann sin femte titel som uruguayanska mästare.

## Deltagande lag
Nio lag deltog i mästerskapet; åtta från Montevideo, och Universal från San José de Mayo.
Dublin flyttades upp från föregående säsong.

## Poängtabell
| Nr | Lag                  | S  | V  | O | F | GM | IM | MS  | P  |
| -- | -------------------- | -- | -- | - | - | -- | -- | --- | -- |
| 1  | Nacional             | 16 | 14 | 2 | 0 | 28 | 5  | +23 | 30 |
| 2  | Peñarol              | 16 | 7  | 4 | 5 | 29 | 19 | +10 | 18 |
| 3  | Montevideo Wanderers | 16 | 7  | 3 | 6 | 13 | 20 | −7  | 17 |
| 4  | Central              | 16 | 6  | 3 | 7 | 16 | 17 | −1  | 15 |
| 5  | River Plate FC       | 16 | 4  | 5 | 7 | 18 | 17 | +1  | 13 |
| 6  | Universal            | 16 | 3  | 7 | 6 | 16 | 19 | −3  | 13 |
| 7  | Dublin               | 16 | 4  | 5 | 7 | 13 | 17 | −4  | 13 |
| 8  | CA Defensor          | 16 | 4  | 5 | 7 | 10 | 17 | −7  | 13 |
| 9  | Reformers            | 16 | 5  | 2 | 9 | 10 | 22 | −12 | 12 |